# Nitokra paradoxa
Nitokra paradoxa is een eenoogkreeftjessoort uit de familie van de Ameiridae. De wetenschappelijke naam van de soort is voor het eerst geldig gepubliceerd in 1903 door Daday.